# Araneus loczyanus
Araneus loczyanus är en spindelart som först beskrevs av Adolf Lendl 1898.  Araneus loczyanus ingår i släktet Araneus och familjen hjulspindlar.
Artens utbredningsområde är Hongkong (Kina). Inga underarter finns listade i Catalogue of Life.